# Жанаауил (Тарбагатайський район)
Жанаауи́л (каз. Жаңаауыл) — село у складі Тарбагатайського району Східноказахстанської області Казахстану. Адміністративний центр Жанааульський сільського округу.
Населення — 682 особи (2021; 1017 у 2009, 1554 у 1999, 1582 у 1989).
Національний склад станом на 1989 рік:
- казахи — 100 %

Станом на 1989 рік село називалось Жанааул.